# Роберт Палмер
Роберт Ален Палмер (енгл. Robert Allen Palmer; 19. јануар 1949 — 26. септембар 2003) био је енглески певач, текстописац, музичар и музички продуцент.